# Wereldkampioenschappen atletiek 2001
De 8e Wereldkampioenschappen atletiek werden gehouden van 3 tot 12 augustus 2001 in Edmonton (Canada), in en rond het Commonwealth Stadium.
Enkele medaillewinnaars werden na deze kampioenschappen gediskwalificeerd, uit de uitslag geschrapt en moesten hun medaille weer inleveren:
- Ali Saïdi-Sief (Algerije), werd tweede in de 5000 m voor mannen, maar werd enkele dagen later gediskwalificeerd omwille van het gebruik van doping (nandrolon).
- Tim Montgomery (Verenigde Staten) werd tweede in de 100 m voor mannen met een tijd van 9,84 s, en was lid van de Amerikaanse ploeg op de 4 × 100 m aflossing, samen met Mickey Grimes, Bernard Williams en Dennis Mitchell (eerste over de streep in 37,96). Montgomery bleek later betrokken bij het dopingschandaal rond het bedrijf BALCO en op 13 december 2005 werden zijn medailles hem ontnomen.
- Kelli White (Verenigde Staten) werd derde in de 200 m voor vrouwen en was lid van de Amerikaanse ploeg op de 4 x 100 m aflossing, samen met Chryste Gaines, Inger Miller en Marion Jones (eerste over de streep in 41,71); ook zij was betrokken in het dopingschandaal rond BALCO en gaf later toe dat ze verboden producten had gebruikt, waarop al haar uitslagen na 15 december 2000 nietig werden verklaard; dus ook die op deze wereldkampioenschappen.
- Natalia Sadova (Rusland) won het goud bij het discuswerpen voor vrouwen (68,57 m), maar werd later, in maart 2005, gediskwalificeerd voor het gebruik van doping (cafeïne).

Hieronder volgen de uitslagen van de finales. Er waren geen medailles voor België of Nederland; Belgische atleten slaagden er tijdens deze kampioenschappen ook niet in om een finaleplaats te veroveren.

## Deelnemers

### Nederland
- Troy Douglas

100 m — halve finale (10,47 s), kwartfinale (10,09 s), series (10,35 s)
200 m — kwartfinale (20,54 s), series (20,65 s)
- Patrick van Balkom

200 m — series (20,96 s)
- Bram Som

800 m — halve finale (1.47,70), series (1.45,60)
- Gert-Jan Liefers

1500 m — 9e plaats (3.36,99), halve finale (3.36,64), series (3.37,37)
- Kamiel Maase

10,000 m — 10e plaats (28.05,41)
- Simon Vroemen

3000 m steeple — DNF series
- Christian Tamminga

Polsstokhoog — 6e plaats (5,60 m), kwalificatie (5,70 m)
- Rens Blom

Polsstokhoog — NM, kwalificatie (5,70 m)
- Chiel Warners

Tienkamp — 16e plaats (7.916 punten) (10,90-7,48-14,47-1,94-48,28-14,36-44,93-4,30-55,89-4.48,33)
- Monique de Wilt

Polsstokhoog — kwalificatie (4,25 m)
- Lieja Koeman

Kogelstoten — 12e (17,89 m), kwalificatie (17,93 m)

## Uitslagen

### 100 m
| Rang | Land | Atleet            | Tijd       |
| ---- | ---- | ----------------- | ---------- |
| 1    | USA  | Maurice Greene    | 9,82 (WL)  |
| 2    | USA  | Bernard Williams  | 9,94 (PB)  |
| 3    | TRI  | Ato Boldon        | 9,98       |
| 4    | GBR  | Dwain Chambers    | 9,99 (SB)  |
| 5    | SKN  | Kim Collins       | 10,07      |
| 6    | GBR  | Christian Malcolm | 10,11 (PB) |
| 7    | GHA  | Abdul Aziz Zakari | 10,24      |
|      | USA  | Tim Montgomery    | DQ         |

| Rang | Land | Atleet           | Tijd       |
| ---- | ---- | ---------------- | ---------- |
| 1    | UKR  | Zjanna Block     | 10,82 (WL) |
| 2    | GRE  | Ekateríni Thánou | 10,91 (SB) |
| 3    | BAH  | Chandra Sturrup  | 11,02      |
| 4    | USA  | Chryste Gaines   | 11,06      |
| 5    | BAH  | Debbie Ferguson  | 11,13      |
| 6    | NGR  | Mercy Nku        | 11,17      |
|      | USA  | Marion Jones     | DQ         |
|      | USA  | Kelli White      | DQ         |

### 200 m
| Rang | Land | Atleet                | Tijd       |
| ---- | ---- | --------------------- | ---------- |
| 1    | GRE  | Konstantinos Kenteris | 20,04      |
| 2    | JAM  | Christopher Williams  | 20,20      |
| 3    | SKN  | Kim Collins           | 20,20 (NR) |
| 4    | USA  | Shawn Crawford        | 20,20      |
| 5    | GBR  | Christian Malcolm     | 20,22      |
| 6    | MRI  | Stéphane Buckland     | 20,24      |
| 7    | USA  | Kevin Little          | 20,25      |
| 8    | GBR  | Marlon Devonish       | 20,38      |

| Rang | Land | Atleet              | Tijd  |
| ---- | ---- | ------------------- | ----- |
| 1    | BAH  | Debbie Ferguson     | 22,52 |
| 2    | USA  | LaTasha Jenkins     | 22,85 |
| 3    | CAY  | Cydonie Mothersille | 22,88 |
| 4    | JAM  | Juliet Campbell     | 22,99 |
| 5    | SLO  | Alenka Bikar        | 23,00 |
| 6    | CMR  | Myriam Léonie Mani  | 23,15 |
|      | USA  | Marion Jones        | DQ    |
|      | USA  | Kelli White         | DQ    |

### 400 m
| Rang | Land | Atleet             | Tijd  |
| ---- | ---- | ------------------ | ----- |
| 1    | BAH  | Avard Moncur       | 44,64 |
| 2    | GER  | Ingo Schultz       | 44,87 |
| 3    | JAM  | Gregory Haughton   | 44,98 |
| 4    | MRI  | Eric Milazar       | 45,13 |
| 5    | KSA  | Hamdan O. Al-Bishi | 45,23 |
| 6    | GRN  | Alleyne Francique  | 46,23 |
|      | USA  | Antonio Pettigrew  | DQ    |
|      | POL  | Robert Maćkowiak   | DNF   |

| Rang | Land | Atleet           | Tijd       |
| ---- | ---- | ---------------- | ---------- |
| 1    | SEN  | Amy Mbacke Thiam | 49,86 (NR) |
| 2    | JAM  | Lorraine Fenton  | 49,88 (SB) |
| 3    | MEX  | Ana Guevara      | 49,97 (SB) |
| 4    | GER  | Grit Breuer      | 50,49      |
| 5    | CHA  | Kaltouma Nadjina | 50,80      |
| 6    | RUS  | Olesja Zykina    | 50,93      |
| 7    | CMR  | Mireille Nguimgo | 51,97      |
|      | NGR  | Falilat Ogunkoya | DNF        |

### 800 m
| Rang | Land | Atleet             | Tijd         |
| ---- | ---- | ------------------ | ------------ |
| 1    | SUI  | André Bucher       | 1.43,70      |
| 2    | KEN  | Wilfred Bungei     | 1.44,55      |
| 3    | POL  | Pawel Czapiewski   | 1.44,63 (PB) |
| 4    | KEN  | William Yiampoy    | 1.44,96      |
| 5    | GER  | Nils Schumann      | 1.45,00 (SB) |
| 6    | RSA  | Mbulaeni Mulaudzi  | 1.45,01      |
| 7    | MAR  | Khalid Tighazouine | 1.45,58 (SB) |
| 8    | RSA  | Hezekiél Sepeng    | 1.46,68      |

| Rang | Land | Atleet           | Tijd         |
| ---- | ---- | ---------------- | ------------ |
| 1    | MOZ  | Maria Mutola     | 1.57,17      |
| 2    | AUT  | Stephanie Graf   | 1.57,20 (SB) |
| 3    | SUR  | Letitia Vriesde  | 1.57,35 (SB) |
| 4    | KEN  | Faith Macharia   | 1.58,98      |
| 5    | CAN  | Diane Cummins    | 1.59,49 (PB) |
| 6    | GBR  | Kelly Holmes     | 1.59,76      |
| 7    | ESP  | Mayte Martínez   | 2.00,09      |
| 8    | GER  | Ivonne Teichmann | 2.04,33      |

### 1.500 m
| Rang | Land | Atleet               | Tijd         |
| ---- | ---- | -------------------- | ------------ |
| 1    | MAR  | Hicham El Guerrouj   | 3.30,68      |
| 2    | KEN  | Bernard Lagat        | 3.31,10      |
| 3    | FRA  | Driss Maazouzi       | 3.31,54 (SB) |
| 4    | KEN  | William Chirchir     | 3.31,91      |
| 5    | ESP  | Reyes Estévez        | 3.32,34 (SB) |
| 6    | ESP  | José Antonio Redolat | 3.34,29      |
| 7    | POR  | Rui Silva            | 3.35,74      |
| 8    | MAR  | Abdelkader Hachlaf   | 3.36,54      |

| Rang | Land | Atleet            | Tijd         |
| ---- | ---- | ----------------- | ------------ |
| 1    | ROU  | Gabriela Szabó    | 4.00,57 (SB) |
| 2    | ROU  | Violeta Szekely   | 4.01,70      |
| 3    | RUS  | Natalja Gorelova  | 4.02,40      |
| 4    | POR  | Carla Sacramento  | 4.03,96      |
| 5    | POL  | Lidia Chojecka    | 4.06,70      |
| 6    | ESP  | Natalia Rodríguez | 4.07,10      |
| 7    | BLR  | Alesya Turova     | 4.07,25 (SB) |
| 8    | TUR  | Süreyya Ayhan     | 4.08,17      |

### 5.000 m
| Rang | Land | Atleet         | Tijd     |
| ---- | ---- | -------------- | -------- |
| 1    | KEN  | Richard Limo   | 13.00,77 |
| 2    | ETH  | Millon Wolde   | 13.03,47 |
| 3    | KEN  | John Kibowen   | 13.05,20 |
| 4    | ESP  | Alberto García | 13.05,60 |
| 5    | FRA  | Ismaïl Sghyr   | 13.07,71 |
| 6    | KEN  | Sammy Kipketer | 13.08,46 |
| 7    | ETH  | Abiyote Abate  | 13.14,07 |
| 8    | ETH  | Hailu Mekonnen | 13.20,24 |

| Rang | Land | Atleet              | Tijd     |
| ---- | ---- | ------------------- | -------- |
| 1    | RUS  | Olga Jegorova       | 15.03,39 |
| 2    | ESP  | Marta Domínguez     | 15.06,59 |
| 3    | ETH  | Ayelech Worku       | 15.10,17 |
| 4    | CHN  | Dong Yanmei         | 15.10,73 |
| 5    | GER  | Irina Mikitenko     | 15.13,93 |
| 6    | RUS  | Yelena Zadorozhnaya | 15.16,15 |
| 7    | KEN  | Edith Masai         | 15.17,67 |
| 8    | ROU  | Gabriela Szabó      | 15.19,55 |

### 10.000 m
| Rang | Land | Atleet               | Tijd          |
| ---- | ---- | -------------------- | ------------- |
| 1    | KEN  | Charles Kamathi      | 27.53,25      |
| 2    | ETH  | Assefa Mezgebu       | 27.53,97      |
| 3    | ETH  | Haile Gebrselassie   | 27.54,41      |
| 4    | ETH  | Yibeltal Admassu     | 27.55,24 (PB) |
| 5    | ESP  | Fabián Roncero       | 27.56,07      |
| 6    | ESP  | José Rios            | 27.56,58      |
| 7    | KEN  | Paul Malakwen Kosgei | 27.57,56      |
| 8    | KEN  | John Cheruiyot Korir | 27.58,06      |

| Rang | Land | Atleet            | Tijd          |
| ---- | ---- | ----------------- | ------------- |
| 1    | ETH  | Derartu Tulu      | 31.48,81      |
| 2    | ETH  | Berhane Adere     | 31.48,85      |
| 3    | ETH  | Gete Wami         | 31.49,98      |
| 4    | GBR  | Paula Radcliffe   | 31.50,06      |
| 5    | ROU  | Mihaela Botezan   | 32.03,46      |
| 6    | RUS  | Ljoedmila Petrova | 32.04,94 (SB) |
| 7    | MAR  | Asmae Leghzaoui   | 32.06,35      |
| 8    | FRA  | Yamna Belkacem    | 32.09,21      |

### Marathon
| Rang | Land | Atleet                | Tijd         |
| ---- | ---- | --------------------- | ------------ |
| 1    | ETH  | Gezahegne Abera       | 2:12.42 (SB) |
| 2    | KEN  | Simon Biwott          | 2:12.43      |
| 3    | ITA  | Stefano Baldini       | 2:13.18      |
| 4    | ETH  | Tesfaye Tola          | 2:13.58      |
| 5    | JPN  | Shigeru Aburaya       | 2:14.07      |
| 6    | MAR  | Abdelkader El Mouaziz | 2:15.41      |
| 7    | ETH  | Tesfaye Jifar         | 2:16.52      |
| 8    | JPN  | Yoshiteru Morishita   | 2:17.05      |

| Rang | Land | Atleet             | Tijd         |
| ---- | ---- | ------------------ | ------------ |
| 1    | ROU  | Lidia Şimon        | 2:26.01      |
| 2    | JPN  | Reiko Tosa         | 2:26.06      |
| 3    | RUS  | Svetlana Zacharova | 2:26.18      |
| 4    | JPN  | Yoko Shibui        | 2:26.33      |
| 5    | GER  | Sonja Krolik       | 2:28.17      |
| 6    | KEN  | Florence Barsosio  | 2:28.36      |
| 7    | ETH  | Shitaye Gemechu    | 2:28.40 (PB) |
| 8    | RUS  | Ljoebov Morgoenova | 2:28.54      |

### 20 km snelwandelen
| Rang | Land | Atleet             | Tijd         |
| ---- | ---- | ------------------ | ------------ |
| 1    | RUS  | Roman Rasskazov    | 1:20.31      |
| 2    | RUS  | Ilja Markov        | 1:20.33      |
| 3    | RUS  | Viktor Boerajev    | 1:20.36      |
| 4    | AUS  | Nathan Deakes      | 1:20.55      |
| 5    | ESP  | David Márquez      | 1:21.09 (PB) |
| 6    | MEX  | Joel Sánchez       | 1:22.05      |
| 7    | JPN  | Satoshi Yanagisawa | 1:22.11      |
| 8    | ECU  | Jefferson Pérez    | 1:22.20      |

| Rang | Land | Atleet                | Tijd         |
| ---- | ---- | --------------------- | ------------ |
| 1    | RUS  | Olimpiada Ivanova     | 1:27.48 (CR) |
| 2    | BLR  | Valentina Tsybulskaya | 1:28.49 (PB) |
| 3    | ITA  | Elisabetta Perrone    | 1:28.56      |
| 4    | ITA  | Erica Alfridi         | 1:29.48      |
| 5    | ESP  | María Vasco           | 1:30.19      |
| 6    | ROU  | Norica Cimpean        | 1:30.39      |
| 7    | GER  | Melanie Seeger        | 1:30.41 (NR) |
| 8    | ITA  | Annarita Sidoti       | 1:31.40 (SB) |

### 50 km snelwandelen
| Rang | Land | Atleet              | Tijd         |
| ---- | ---- | ------------------- | ------------ |
| 1    | POL  | Robert Korzeniowski | 3:42.08 (WL) |
| 2    | ESP  | Jesús Ángel García  | 3:43.07 (SB) |
| 3    | MEX  | Edgar Hernandez     | 3:46.12 (PB) |
| 4    | LAT  | Aigars Fadejevs     | 3:46.20      |
| 5    | RUS  | Vladimir Potemin    | 3:46.53      |
| 6    | ESP  | Valentí Massana     | 3:48.28      |
| 7    | USA  | Curt Clausen        | 3:50.46 (SB) |
| 8    | ITA  | Marco Giungi        | 3:51.09 (SB) |

### 110 m horden/100 m horden
| Rang | Land | Atleet             | Tijd       |
| ---- | ---- | ------------------ | ---------- |
| 1    | USA  | Allen Johnson      | 13,04 (WL) |
| 2    | CUB  | Anier García       | 13,07 (SB) |
| 3    | HAI  | Dudley Dorival     | 13,25 (NR) |
| 4    | CUB  | Yoel Hernández     | 13,30 (SB) |
| 5    | SWE  | Robert Kronberg    | 13,51      |
| 6    | RUS  | Yevgeniy Pechonkin | 13,52      |
| 7    | USA  | Dawane Wallace     | 13,76      |
| 8    | RSA  | Shaun Bownes       | 13,84      |

| Rang | Land | Atleet             | Tijd       |
| ---- | ---- | ------------------ | ---------- |
| 1    | USA  | Anjanette Kirkland | 12,42 (WL) |
| 2    | USA  | Gail Devers        | 12,54 (SB) |
| 3    | KAZ  | Olga Sjisjigina    | 12,58 (SB) |
| 4    | BUL  | Svetla Dimitrova   | 12,58 (SB) |
| 5    | USA  | Jenny Adams        | 12,63 (PB) |
| 6    | JAM  | Dionne Rose-Henley | 12,79      |
| 7    | FRA  | Linda Ferga        | 12,80      |
| 8    | JAM  | Vonette Dixon      | 13,02      |

### 400 m horden
| Rang | Land | Atleet                  | Tijd       |
| ---- | ---- | ----------------------- | ---------- |
| 1    | DOM  | Félix Sánchez           | 47,49 (WL) |
| 2    | ITA  | Fabrizio Mori           | 47,54 (NR) |
| 3    | JPN  | Dai Tamesue             | 47,89 (NR) |
| 4    | KSA  | Hadi Soua'an Al-Somaily | 47,99 (SB) |
| 5    | GBR  | Christopher Rawlinson   | 48,54      |
| 6    | POL  | Pawel Januszewski       | 48,57      |
| 7    | CZE  | Jiří Mužík              | 49,07      |
|      | RUS  | Boris Gorban            | DQ         |

| Rang | Land | Atleet              | Tijd       |
| ---- | ---- | ------------------- | ---------- |
| 1    | MAR  | Nezha Bidouane      | 53,34 (WL) |
| 2    | RUS  | Joelia Nosova       | 54,27      |
| 3    | CUB  | Daimí Pernía        | 54,51      |
| 4    | USA  | Tonja Buford-Bailey | 54,55      |
| 5    | JAM  | Debbie-Ann Parris   | 54,68      |
| 6    | ROU  | Ionela Târlea       | 55,36      |
| 7    | JAM  | Deon Hemmings       | 55,83      |
| 8    | USA  | Sandra Glover       | 57,42      |

### 3.000 m steeplechase
| Rang | Land | Atleet                    | Tijd         |
| ---- | ---- | ------------------------- | ------------ |
| 1    | KEN  | Reuben Kosgei             | 8.15,16      |
| 2    | MAR  | Ali Ezzine                | 8.16,21      |
| 3    | KEN  | Bernard Barmasai          | 8.16,59      |
| 4    | ESP  | Luis Miguel Martín        | 8.18,87      |
| 5    | FRA  | Bouabdellah Tahri         | 8.19,56      |
| 6    | ESP  | Antonio Jiménez           | 8.19,82      |
| 7    | QAT  | Khamis Abdullah Saifeldin | 8.20,01 (SB) |
| 8    | KEN  | Raymond Yator             | 8.20,87      |

### 4 x 100 m estafette
| Rang | Land | Atleten                                                                                        | Tijd       |
| ---- | ---- | ---------------------------------------------------------------------------------------------- | ---------- |
| 1    | RSA  | Morne Nagel Corne du Plessis Lee-Roy Newton Mathew Quinn                                       | 38,47 (NR) |
| 2    | TRI  | Marc Burns Ato Boldon Jaycey Harper Darrel Brown                                               | 38,58 (NR) |
| 3    | AUS  | Matthew Shirvington Paul Di Bella Steve Brimacombe Adam Basil                                  | 38,83 (SB) |
| 4    | JPN  | Ryo Matsuda Shingo Suetsugu Toshiyuki Fujimoto Nobuharu Asahara                                | 38,96      |
| 5    | CIV  | Jean-Marie Irie Ahmed Douhou Yves Sonan Éric Pacôme N'Dri                                      | 39,18      |
| 6    | POL  | Ryszard Pilarczyk Lukasz Chyla Piotr Balcerzak Marcin Jedrusinski                              | 39,71      |
|      | BRA  | Cláudio Roberto Sousa Luciano Ribeiro Édson André Domingos da Silva Claudinei Quirino da Silva | DNF        |
|      | USA  | Mickey Grimes Bernard Williams Dennis Mitchell Tim Montgomery                                  | DQ         |

| Rang | Land | Atleten                                                          | Tijd       |
| ---- | ---- | ---------------------------------------------------------------- | ---------- |
| 1    | GER  | Melanie Paschke Gaby Rockmeier Birgit Rockmeier Marion Wagner    | 42,32 (SB) |
| 2    | FRA  | Sylviane Félix Frédérique Bangué Muriel Hurtis Odiah Sidibé      | 42,39 (SB) |
| 3    | JAM  | Juliet Campbell Merlene Frazer Beverly McDonald Astia Walker     | 42,40 (SB) |
| 4    | NGR  | Chioma Ajunwa Endurance Ojokolo Mercy Nku Mary Onyali-Omagbemi   | 42,52      |
| 5    | GBR  | Marcia Richardson Sarah Wilhelmy Vernicha James Abiodun Oyepitan | 42,60 (SB) |
| 6    | GRE  | Yeoryía Koklóni Effrosíni Patsoú Ólga Kaidantzí Ekateríni Thánou | 43,25 (SB) |
| 7    | RUS  | Natalia Ignatova Irina Chabarova Marina Kislova Larisa Kroeglova | 43,58      |
|      | USA  | Kelli White Chryste Gaines Inger Miller Marion Jones             | DQ         |

### 4 x 400 m estafette
| Rang | Land | Atleten | Tijd         |
| ---- | ---- | --- | ------------ |
| 1    | BAH  | Avard Moncur Chris Brown Troy McIntosh Timothy Munnings                                                      | 2.58,19 (NR) |
| 2    | JAM  | Brandon Simpson Christopher Williams Gregory Haughton Danny McFarlane                                        | 2.58,39 (SB) |
| 3    | POL  | Rafal Wieruszewski Piotr Haczek Piotr Dlugosielski Piotr Rysiukiewicz                                        | 2.59,71 (SB) |
| 4    | BRA  | Valdinei Abilio da Silva Anderson Jorge Oliveira dos Santos Flávio de Oliveira Godoy Sanderlei Claro Parrela | 3.01,09      |
| 5    | GBR  | Iwan Thomas Jamie Baulch Timothy Benjamin Mark Richardson                                                    | 3.01,26      |
| 6    | ESP  | Eduardo Iván Rodríguez David Canal Antonio Andrés Antonio Manuel Reina                                       | 3.02,24      |
| 7    | GER  | Marc Alexander Scheer Ruwen Faller Lars Figura Ingo Schultz                                                  | 3.03,52      |
| DQ   | USA  | Leonard Byrd Antonio Pettigrew Derrick Brew Angelo Taylor                                                    | 2.57,54      |

| Rang | Land | Atleten                                                              | Tijd         |
| ---- | ---- | -------------------------------------------------------------------- | ------------ |
| 1    | JAM  | Sandie Richards Catherine Scott Debbie-Ann Parris Lorraine Fenton    | 3.20,65 (WL) |
| 2    | GER  | Florence Ekpo-Umoh Shanta Ghosh Claudia Marx Grit Breuer             | 3.21,97 (SB) |
| 3    | RUS  | Irina Rossikina Yuliya Nosova Anastasia Kapatsjinskaja Olesja Zykina | 3.24,92      |
| 4    | USA  | Jearl Miles-Clark Monique Hennagan Michelle Collins Suziann Reid     | 3.26,88      |
| 5    | GBR  | Lee McConnell Helen Frost Natasha Danvers Catherine Murphy           | 3.26,94 (SB) |
| 6    | FRA  | Francine Landre Anita Mormand Sylvanie Morandais Marie-Louise Bévis  | 3.27,54      |
| 7    | POL  | Aleksandra Pieluzek Grazyna Prokopek Aneta Lemiesz Malgorzata Pskit  | 3.27,78      |
| 8    | CAN  | Foy Williams Samantha George Danielle Kot LaDonna Antoine            | 3.27,93      |

### Hoogspringen
| Rang | Land | Atleet             | Hoogte      |
| ---- | ---- | ------------------ | ----------- |
| 1    | GER  | Martin Buß         | 2,36 m (WL) |
| 2    | RUS  | Vjatsjelav Voronin | 2,33 m (SB) |
| 2    | RUS  | Jaroslav Rybakov   | 2,33 m (PB) |
| 4    | RUS  | Sergej Kljoegin    | 2,30 m      |
| 4    | SWE  | Stefan Holm        | 2,30 m      |
| 6    | SWE  | Staffan Strand     | 2,25 m      |
| 6    | CAN  | Mark Boswell       | 2,25 m      |
| 8    | CAN  | Kwaku Boateng      | 2,25 m      |

| Rang | Land | Atleet          | Hoogte      |
| ---- | ---- | --------------- | ----------- |
| 1    | RSA  | Hestrie Cloete  | 2,00 m (SB) |
| 2    | UKR  | Inha Babakova   | 2,00 m      |
| 3    | SWE  | Kajsa Bergqvist | 1,97 m      |
| 4    | BUL  | Venelina Veneva | 1,97 m      |
| 5    | UKR  | Vita Palamar    | 1,94 m      |
| 6    | CRO  | Blanka Vlašić   | 1,94 m      |
| 7    | ROU  | Monica Iagar    | 1,90 m      |
| 7    | HUN  | Dóra Györffy    | 1,90 m      |

### Verspringen
| Rang | Land | Atleet                  | Afstand     |
| ---- | ---- | ----------------------- | ----------- |
| 1    | CUB  | Iván Pedroso            | 8,40 m      |
| 2    | USA  | Savanté Stringfellow    | 8,24 m      |
| 3    | POR  | Carlos Calado           | 8,21 m (SB) |
| 4    | USA  | Miguel Pate             | 8,21 m      |
| 5    | CAY  | Kareem Streete-Thompson | 8,10 m      |
| 6    | UKR  | Oleksi Loekasjevytsj    | 8,10 m      |
| 7    | JAM  | James Beckford          | 8,08 m      |
| 8    | USA  | Dwight Phillips         | 7,92 m      |

| Rang | Land | Atleet             | Afstand     |
| ---- | ---- | ------------------ | ----------- |
| 1    | ITA  | Fiona May          | 7,02 m      |
| 2    | RUS  | Tatjana Kotova     | 7,01 m      |
| 3    | ESP  | Niurka Montalvo    | 6,88 m      |
| 4    | HUN  | Tünde Vaszi        | 6,86 m (NR) |
| 5    | LAT  | Valentina Gotovska | 6,84 m      |
| 6    | GRE  | Níki Xánthou       | 6,76 m      |
| 7    | BRA  | Maurren Maggi      | 6,73 m      |
| 8    | RUS  | Lyudmila Galkina   | 6,70 m      |

### Polsstokhoogspringen
| Rang | Land | Atleet              | Hoogte      |
| ---- | ---- | ------------------- | ----------- |
| 1    | AUS  | Dmitri Markov       | 6,05 m (CR) |
| 2    | ISR  | Aleksandr Averboech | 5,85 m      |
| 3    | USA  | Nick Hysong         | 5,85 m (SB) |
| 4    | GER  | Michael Stolle      | 5,85 m (SB) |
| 5    | FRA  | Romain Mesnil       | 5,85 m      |
| 6    | NED  | Christian Tamminga  | 5,75 m (SB) |
| 6    | GER  | Richard Spiegelburg | 5,75 m      |
| 8    | POL  | Adam Kolasa         | 5,75 m (PB) |

| Rang | Land | Atleet                 | Hoogte      |
| ---- | ---- | ---------------------- | ----------- |
| 1    | USA  | Stacy Dragila          | 4,75 m (CR) |
| 2    | RUS  | Svetlana Feofanova     | 4,75 m (CR) |
| 3    | POL  | Monika Pyrek           | 4,55 m      |
| 4    | AUS  | Tatiana Grigorieva     | 4,55 m (PB) |
| 5    | CHN  | Shuying Gao            | 4,50 m (AR) |
| 6    | ISL  | Thórey Edda Elisdóttir | 4,45 m (PB) |
| 7    | GER  | Yvonne Buschbaum       | 4,45 m (PB) |
| 8    | CZE  | Pavla Hamáčková        | 4,45 m      |

### Hink-stap-springen
| Rang | Land | Atleet             | Afstand      |
| ---- | ---- | ------------------ | ------------ |
| 1    | GBR  | Jonathan Edwards   | 17,92 m (WL) |
| 2    | SWE  | Christian Olsson   | 17,47 m      |
| 3    | RUS  | Igor Spasovchodski | 17,44 m (PB) |
| 4    | CUB  | Yoel García        | 17,40 m (SB) |
| 5    | USA  | Walter Davis       | 17,20 m      |
| 6    | BER  | Brian Wellman      | 16,81 m      |
| 7    | GBR  | Onochie Achike     | 16,79 m      |
| 8    | BUL  | Rostislav Dimitrov | 16,72 m      |

| Rang | Land | Atleet                 | Afstand      |
| ---- | ---- | ---------------------- | ------------ |
| 1    | RUS  | Tatjana Lebedeva       | 15,25 m (WL) |
| 2    | CMR  | Françoise Mbango Etone | 14,60 m      |
| 3    | BUL  | Tereza Marinova        | 14,58 m      |
| 4    | ITA  | Magdelín Martínez      | 14,52 m      |
| 5    | FIN  | Heli Koivula           | 14,28 m (SB) |
| 6    | ROU  | Cristina Nicolau       | 14,17 m      |
| 7    | GBR  | Ashia Hansen           | 14,10 m      |
| 8    | JAM  | Trecia Smith           | 13,92 m      |

### Speerwerpen
| Rang | Land | Atleet                 | Afstand      |
| ---- | ---- | ---------------------- | ------------ |
| 1    | CZE  | Jan Železný            | 92,80 m (CR) |
| 2    | FIN  | Aki Parviainen         | 91,31 m      |
| 3    | GRE  | Konstadinós Gatsioúdis | 89,95 m      |
| 4    | USA  | Breaux Greer           | 87,00 m (PB) |
| 5    | GER  | Raymond Hecht          | 86,46 m      |
| 6    | GER  | Boris Henry            | 85,52 m      |
| 7    | RUS  | Sergej Makarov         | 83,64 m      |
| 8    | LAT  | Ēriks Rags             | 82,82 m      |

| Rang | Land | Atleet                 | Afstand      |
| ---- | ---- | ---------------------- | ------------ |
| 1    | CUB  | Osleidys Menéndez      | 69,53 m (CR) |
| 2    | GRE  | Miréla Manjani-Tzelíli | 65,78 m      |
| 3    | CUB  | Sonia Bisset           | 64,69 m      |
| 4    | CZE  | Nikola Tomečková       | 63,11 m      |
| 5    | GER  | Steffi Nerius          | 62,08 m      |
| 6    | FIN  | Mikaela Ingberg        | 61,94 m      |
| 7    | CUB  | Xiomara Rivero         | 61,60 m      |
| 8    | GRE  | Aggelikí Tsiolakoúdi   | 61,01 m      |

### Discuswerpen
| Rang | Land | Atleet             | Afstand      |
| ---- | ---- | ------------------ | ------------ |
| 1    | GER  | Lars Riedel        | 69,72 m (CR) |
| 2    | LTU  | Virgilijus Alekna  | 69,40 m      |
| 3    | GER  | Michael Möllenbeck | 67,61 m (PB) |
| 4    | RUS  | Dmitriy Shevchenko | 67,57 m (PB) |
| 5    | USA  | Adam Setliff       | 66,55 m      |
| 6    | BLR  | Vasiliy Kaptyukh   | 66,25 m (SB) |
| 7    | HUN  | Roland Varga       | 65,86 m (PB) |
| 8    | RSA  | Frantz Kruger      | 65,27 m      |

| Rang | Land | Atleet              | Afstand      |
| ---- | ---- | ------------------- | ------------ |
| 1    | BLR  | Ellina Zvereva      | 67,10 m      |
| 2    | ROU  | Nicoleta Grasu      | 66,24 m      |
| 3    | GRE  | Anastasía Kelesídou | 65,50 m (SB) |
| 4    | GER  | Franka Dietzsch     | 65,38 m (SB) |
| 5    | USA  | Seilala Sua         | 63,74 m      |
| 6    | CZE  | Věra Pospíšilová    | 61,47 m      |
| 7    | USA  | Kristin Kuehl       | 61,04 m      |
| 8    | GER  | Anja Mollenbeck     | 60,49 m      |

### Kogelstoten
| Rang | Land | Atleet          | Afstand    |
| ---- | ---- | --------------- | ---------- |
| 1    | USA  | John Godina     | 21,87      |
| 2    | USA  | Adam Nelson     | 21,24      |
| 3    | FIN  | Arsi Harju      | 20,93 (SB) |
| 4    | ESP  | Manuel Martínez | 20,91      |
| 5    | YUG  | Dragan Peric    | 20,91 (SB) |
| 6    | UKR  | Joeri Bilonoh   | 20,83      |
| 7    | FIN  | Conny Karlsson  | 20,78 (PB) |
| 8    | CAN  | Bradley Snyder  | 20,63      |

| Rang | Land | Atleet                  | Afstand      |
| ---- | ---- | ----------------------- | ------------ |
| 1    | BLR  | Janina Koroltsjik       | 20,61 m (NR) |
| 2    | GER  | Nadine Kleinert-Schmitt | 19,86 m (PB) |
| 3    | UKR  | Vita Pavlysj            | 19,41 m      |
| 4    | RUS  | Larisa Peleshenko       | 19,37 m      |
| 5    | RUS  | Irina Korzhanenko       | 19,35 m      |
| 6    | GER  | Astrid Kumbernuss       | 19,25 m      |
| 7    | BLR  | Nadzeja Astaptsjoek     | 18,98 m      |
| 8    | CUB  | Yumileidi Cumbá         | 18,73 m      |

### Kogelslingeren
| Rang | Land | Atleet            | Afstand      |
| ---- | ---- | ----------------- | ------------ |
| 1    | POL  | Szymon Ziółkowski | 83,38 m (CR) |
| 2    | JPN  | Koji Murofushi    | 82,92 m      |
| 3    | RUS  | Ilja Konovalov    | 80,27 m (SB) |
| 4    | ITA  | Nicola Vizzoni    | 80,13 m      |
| 5    | UKR  | Andrej Skvaroek   | 79,93 m      |
| 6    | HUN  | Balázs Kiss       | 79,75 m      |
| 7    | BLR  | Igor Astapkovitsj | 79,72 m (SB) |
| 8    | HUN  | Tibor Gécsek      | 79,34 m      |

| Rang | Land | Atleet             | Afstand      |
| ---- | ---- | ------------------ | ------------ |
| 1    | CUB  | Yipsi Moreno       | 70,65 m (AR) |
| 2    | RUS  | Olga Koezenkova    | 70,61 m      |
| 3    | AUS  | Bronwyn Eagles     | 68,87 m      |
| 4    | POL  | Kamila Skolimowska | 68,05 m      |
| 5    | FRA  | Manuela Montebrun  | 67,78 m      |
| 6    | GBR  | Lorraine Shaw      | 65,89 m      |
| 7    | FRA  | Florence Ezeh      | 65,88 m      |
| 8    | CRO  | Ivana Brkljacic    | 65,43 m      |

### Tienkamp/zevenkamp
| Rang | Land | Atleet           | Punten        |
| ---- | ---- | ---------------- | ------------- |
| 1    | CZE  | Tomáš Dvořák     | 8902 pnt (CR) |
| 2    | EST  | Erki Nool        | 8815 pnt (NR) |
| 3    | GBR  | Dean Macey       | 8603 pnt (PB) |
| 4    | HUN  | Attila Zsivóczky | 8371 pnt (SB) |
| 5    | RUS  | Lev Lobodin      | 8352 pnt      |
| 6    | CZE  | Jirí Ryba        | 8332 pnt (SB) |
| 7    | GER  | Stefan Schmid    | 8307 pnt (SB) |
| 8    | FRA  | Laurent Hernu    | 8280 pnt (PB) |

| Rang | Land | Atleet               | Punten        |
| ---- | ---- | -------------------- | ------------- |
| 1    | RUS  | Jelena Prochorowa    | 6694 pnt (SB) |
| 2    | BLR  | Natalya Sazanovich   | 6539 pnt (SB) |
| 3    | USA  | Shelia Burrell       | 6472 pnt (SB) |
| 4    | RUS  | Natalya Roshchupkina | 6294 pnt      |
| 5    | GER  | Karin Ertl           | 6283 pnt      |
| 6    | LTU  | Austra Skujytė       | 6112 pnt      |
| 7    | USA  | Le Shundra Nathan    | 6073 pnt      |
| 8    | RUS  | Irina Belova         | 6061 pnt      |

### Legenda
- AR = Werelddeelrecord (Area Record)
- CR = Kampioenschapsrecord (Championship Record)
- SB = Beste persoonlijke seizoensprestatie (Seasonal Best)
- PB = Persoonlijk record (Personal Best)
- NR = Nationaal record (National Record)
- ER = Europees record (European Record)
- WL = 's Werelds beste seizoensprestatie (World Leading)
- WJ = Wereld juniorenrecord (World Junior Record)
- WR = Wereldrecord (World Record)
- DNF = Opgave (Did not finish)
- DQ = Gediskwalificeerd (Disqualified)

1983 · 
1987 · 
1991 · 
1993 · 
1995 · 
1997 · 
1999 · 
2001 · 
2003 · 
2005 · 
2007 · 
2009 · 
2011 · 
2013 · 
2015 · 
2017 · 
2019 · 
2022 · 
2023